# St Cyrus
St Cyrus är en ort i Storbritannien.   Den ligger i kommunen Aberdeenshire och riksdelen Skottland, i den norra delen av landet, 600 km norr om huvudstaden London. St Cyrus ligger 76 meter över havet och antalet invånare är 914.
Terrängen runt St Cyrus är platt söderut, men åt nordväst är den kuperad. Havet är nära St Cyrus åt sydost.  Närmaste större samhälle är Montrose, 8,6 km söder om St Cyrus. 